# Josip Jurin
Fra Josip Jurin (1730. – 1801.) je bio hrvatski rimokatolički redovnik iz reda franjevaca, rječničar i gramatičar (slovničar). Izvori na latinskom navode ga pod imenom Josephi Giurini. Iz Primoštena. Prema istraživanjima fra Josipa Ante Solde, Jurin je postao magistrom mladeži postao 1766. godine      .
Pripadao je provinciji Presvetog Otkupitelja.
Ostavio je u rukopisu trojezični rječnik Calepinus trium linguarum iz 1765. – 1773. godine. Rječnik je latinsko-hrvatsko-talijanski i talijansko-latinsko-hrvatski. Donosi čakavske izraze hrvatskog jezika, a sadrži i gramatičarski (slovničarski) opis štokavskih riječi hrvatskog jezika. Djelo je u samostanu sv. Lovre u Šibeniku.
1793. je objavio u Mletcima gramatiku (slovnicu) hrvatskog jezika Grammatica Illyricae juventuti Latino-Italoque sermone instruendae accomodata - Slovkigna slavnoj slovinskoj mladosti diackim illirickim i talianskim izgovorom napravglena.
Najveći stručnjak za Jurinov rad je Marko Kosor.